# Johann Baptist Placht
Johann Baptist Placht war ein österreichischer Soldat, Beamter und Trickbetrüger.

## Leben
Von 1872 bis 1873 betrieb er in Wien ein Ponzi-System, indem er Investoren vorgaukelte, deren Gelder gewinnbringend anzulegen. In Wirklichkeit verbrauchte er die Gelder selbst und bezahlte die Dividenden an Bestandskunden mit dem Geld neuer Kunden. Bei Zusammenbruch seines Systems im Mai 1873 standen sich Passiva in Höhe von über 2 Millionen Gulden Aktiva von nur ca. 12.000 Gulden gegenüber. Am 10. Februar 1874 wurde er zu sechs Jahren Kerkerhaft wegen Betrug und Untreue verurteilt, nach drei Jahren aber im September 1877 vom Kaiser begnadigt.

## Zeitgenössische Berichte und Literatur
- Prozeß Placht In: Der Freimüthige, 7. Februar 1874. Abgerufen am 15. Januar 2020
- Proceß Placht In: Prager Börsen-Zeitung, 12. Februar 1874
- Placht: der "höchste Fructificierer" – begnadigt In: Neuigkeits-Welt-Blatt, 28. September 1877
- Lokales und Verschiedenes: Der Börsencomptoir Placht In: Innsbrucker Nachrichten, 27. Mai 1873
- Albert Schäffle: Der „grosse Börsenkrach“ des Jahres 1873. In: Zeitschrift für die gesamte Staatswissenschaft. 30. Jahrgang, 1874, 1. Heft, S. 1–94, hier: S. 55 ff.

| Personendaten    | Personendaten                                      |
| ---------------- | -------------------------------------------------- |
| NAME             | Placht, Johann Baptist                             |
| KURZBESCHREIBUNG | österreichischer Soldat, Beamter und Trickbetrüger |
| GEBURTSDATUM     | 19. Jahrhundert                                    |
| STERBEDATUM      | 19. Jahrhundert oder 20. Jahrhundert               |